# Piper epunctatum
Piper epunctatum är en pepparväxtart som beskrevs av William Trelease. Piper epunctatum ingår i släktet Piper och familjen pepparväxter. Inga underarter finns listade i Catalogue of Life.